# De falne til minne

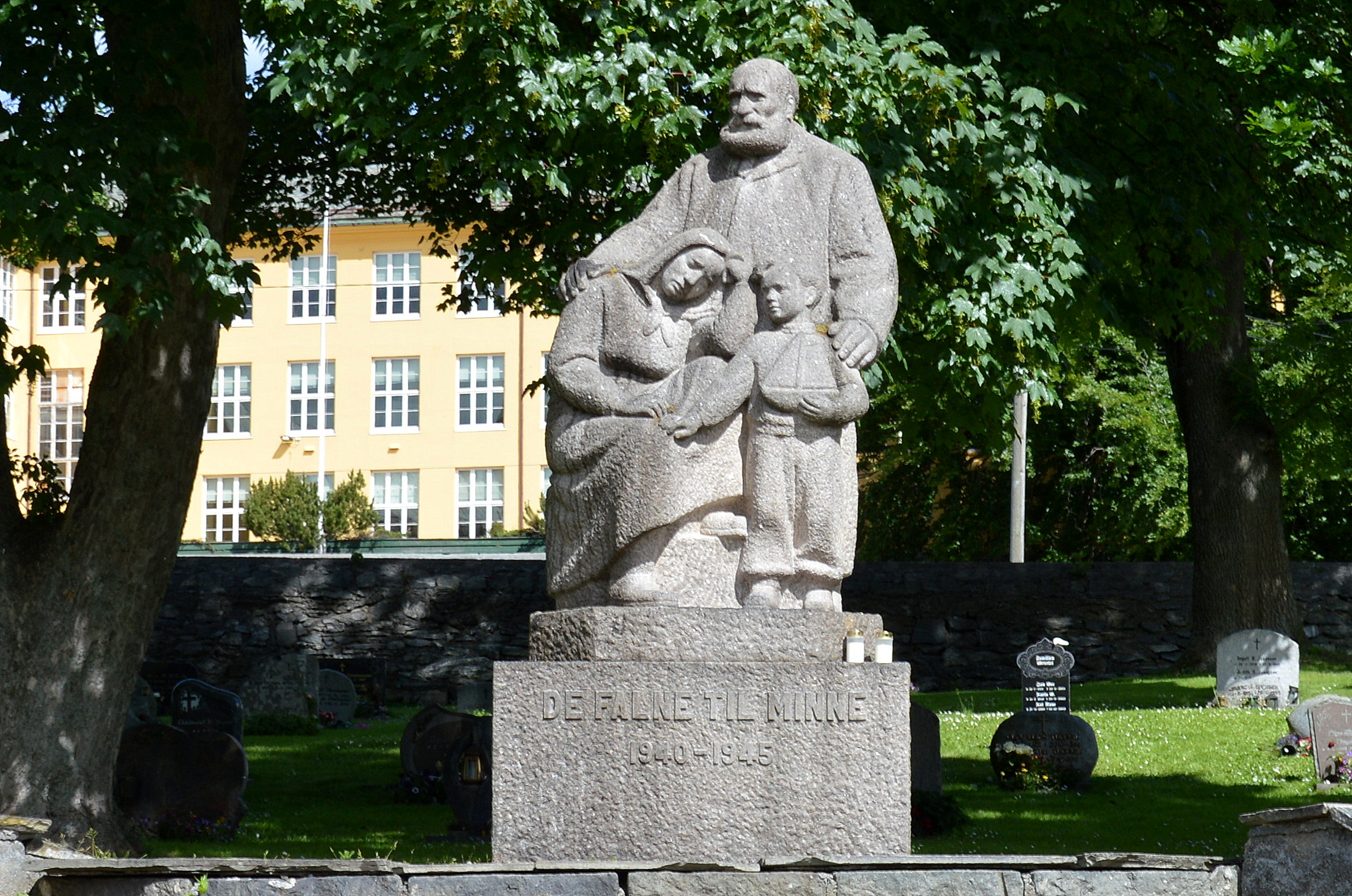
De falne til minne

De falne til minne ist der Name eines Denkmals in der norwegischen Stadt Ålesund.
Das Denkmal erinnert an die Gefallenen des Zweiten Weltkriegs und befindet sich östlich vor der Kirche von Ålesund. Es wurde 1948 vom Bildhauer Finn Eriksen geschaffen und im Jahr 1950 enthüllt.
Das auf einem Sockel stehende, etwa 2,50 Meter hohe Denkmal wurde aus Granit geschaffen. Es zeigt eine trauernde Familie, bestehend aus Bärtigem, Mutter und Kind. Auf dem Sockel befindet sich die norwegische Inschrift:
DE FALNE TIL MINNE

1940–1945
(deutsch: Zum Gedenken an die Gefallenen 1940–1945)